# We are the future
We are the future és un macroconcert produït per Quincy Jones el 16 de maig de 2004 al Circ Màxim de Roma per ajudar els nens en llocs en conflicte. El concert es va retransmetre per MTV i es va editar en DVD.